# Armando Gori
Armando Gori (Vicchio, 25 luglio 1888 – Genova, 24 febbraio 1953) è stato un militare italiano, sottufficiale della Regia Marina. Durante la prima guerra mondiale prese parte all'Impresa di Premuda il 10 giugno 1918 come comandante del MAS 15.

## Biografia
Figlio di una famiglia di piccoli proprietari terrieri, un tempo artigiani, con modesti interessi commerciali. I suoi avi si erano stanziati in Toscana nella seconda metà del Settecento. Sin dalla più tenera età mostrò di avere interesse per i viaggi e per il mare che lo portò nel 1906, all'età di 18 anni, ad arruolarsi nel CREM, Corpo degli equipaggi militari marittimi, presso il deposito di La Spezia, in qualità di "marinaio con ferma di anni quattro", matricola 26465. Ben presto venne proposto come allievo timoniere: si susseguirono gli imbarchi su diverse navi che lo portarono anche in Africa. 
Superato l'esame di Sottocapo timoniere, nel 1911 partì per una Campagna Oceanica in Estremo Oriente: si imbarcò sulla Regia Nave Calabria per un viaggio che lo portò in Cina, Giappone e Singapore.
Mentre la nave si trovava a Shanghai ricevette l'ordine telegrafico ministeriale di approntarsi in vista dell'imminente apertura delle ostilità con la Turchia. Quattro giorni dopo partì per il Mar Rosso dove rimase per cinque mesi, impegnato in varie missioni di guerra.
In seguito proseguì la guerra in Libia sulla RN Vespucci. Al suo ritorno poté appuntare sulla divisa il nastrino di campagna significante l'autorizzazione a fregiarsi della medaglia della guerra libica. Nel febbraio 1913 si imbarcò sulla RN Italia dove seguì il corso di perfezionamento a 2º Capo Timoniere.
Finita questa fase di guerra e di formazione, prese parte al primo conflitto mondiale sulla RN Quarto, impegnato in 25 missioni nella zona dell'Alto Adriatico volte a contrastare la Marina austroungarica, per le quali fu successivamente premiato con la Croce al merito di guerra. Successivamente, nel giugno del 1917, fece domanda al Ministero della Marina per passare al nuovo corpo, costituitosi proprio in quegli anni, dei Motoscafi Armati Siluranti, i MAS, un nuovo tipo di imbarcazione sostenuto dall'ammiraglio Thaon di Revel, in quanto ritenuto idoneo, per le sue caratteristiche di leggerezza e velocità, a contrapporsi alle grandi unità austriache nei combattimenti in Adriatico.
Dal 1º luglio del 1917 Gori fu in forza alla 5ª flottiglia MAS di Venezia e gli venne dato il comando del MAS 17 della 2ª squadriglia, a Grado, agli ordini del T.V. Glauco Tabacco. Dal 20 gennaio del 1918 fu trasferito alla 4ª flottiglia MAS di Ancona, prendendo il comando del MAS 55, con cui effettuò missioni di agguato notturno, al di là degli sbarramenti delle torpediniere litoranee, tra le numerose isole della costa nemica.
Ma l'azione più importante in cui prese parte fu vicino all'isola di Premuda all'alba del 10 giugno 1918, mentre era comandante del MAS 15, facente parte di una sezione composta da due MAS (15 C.te Gori e 21 C.te Aonzo, Capo sezione il Capitano di Corvetta Luigi Rizzo). Per un caso fortuito, la squadriglia, salpata da Ancona per ordinarie attività di perlustrazione e sminamento nell'Alto Adriatico si imbatté in una grande formazione austroungarica, composta da due corazzate (la Santo Stefano, Szent István in ungherese, e la Tegetthoff), sei torpediniere e un cacciatorpediniere, partita da Pola Diretta verso Otranto per unirsi ad altre unità con l'intento di attaccare lo sbarramento di Otranto, secondo l'ambizioso progetto dell'Ammiraglio Miklós Horthy. Con rapidità il MAS 15, su cui era imbarcato anche il Capo Sezione Rizzo, si portò a poche centinaia di metri dalla Santo Stefano e la silurò: la corazzata, orgoglio della marina ustroungherese affondò in poche ore, provocando la morte di alcuni ufficiali e di 80 uomini dell'equipaggio e il completo fallimento del piano della Marina austroungarica.
Gori si trovò così a prendere parte a quella che è considerata una tra le più rilevanti azioni dalla Marina Militare italiana, per la quale ottenne la Medaglia d'Argento al Valor Militare, premi in denaro, onori, congratulazioni pubbliche e private. Con l'O.d.G. del 22 giugno 1918 venne promosso Capo Timoniere di 1ª classe con anzianità 10 giugno.
Dopo la guerra prese parte alla Campagna Oceanica in Sud America, con partenza da Genova il 16 maggio 1920 sulla RN Roma. Si trattava di missioni che si svolgevano periodicamente con lo scopo di rinsaldare i legami con i nostri emigrati, allacciando allo stesso tempo nuovi rapporti economici e diplomatici con i vari paesi. Nel suo itinerario tra Argentina, Brasile e Uruguay, ricevette un'accoglienza trionfale secondo la retorica dell'epoca, com'è testimoniato dai tanti giornali in spagnolo, portoghese e italiano. 
Al ritorno da questo viaggio durato un anno, che vide l'apice della sua notorietà, Armando si sposò con una signorina dell'alta borghesia di Cesena, Dolores Ghiselli. Il suocero in occasione del fidanzamento fece pubblicare un libretto che narrava la biografia del genero. Negli stessi anni il suo paese natale, Vicchio, gli dedicò particolari attenzioni, sia organizzando festeggiamenti documentati sui giornali locali, sia disponendo che una targa, tuttora presente,  fosse apposta sulla sua casa natale con la scritta: "In questa casa il XXV luglio MDCCCLXXXVIII Nacque il Capo Timoniere della R. Marina ARMANDO GORI Ultore di Lissa a Premuda Il Comune di Vicchio memore".
Nel 1923 prese parte, nel ruolo di se stesso, a un film sull'impresa di Premuda, a seguito di un accordo siglato tra Luigi Rizzo, la Banca Commerciale Italiana e l'UCI (Unione Cinematografica Italiana). Il film, "Gli eroi del mare nostro", di genere propagandistico per esaltare le glorie della Marina Militare, è molto interessante in quanto, insieme alle parti appositamente girate, vennero montate anche sequenze riprese da cineoperatori austriaci imbarcati sulla Tegetthoff che documentano in diretta le drammatiche scene dell'affondamento della corazzata. Alcune sequenze saranno in seguito inserite nel film documentario Fumo nero all'orizzonte del 2008 con la regia di Marco Visalberghi.	
Dal 1932, dopo numerose navigazioni, si spostò al comando Marina di Tripoli, comandante della R. Cannoniera Alula. Nello stesso periodo fu insignito della Medaglia d'Onore per lunga navigazione.
Dopo l'aggressione italiana all'Etiopia, fece domanda per essere assegnato in una zona di guerra in Eritrea: dal gennaio 1936 fu al comando della R. Motocisterna Sebeto, con base a Massaua; qui conduceva una continua spola per rifornire le postazioni militari e i nuovi cantieri legati all'opera di colonizzazione.
Cinque anni dopo, iniziata la seconda guerra mondiale, mentre era impegnato a Massaua in un'operazione per il trasporto delle riserve idriche, venne fatto prigioniero degli inglesi che lo portarono in un campo di prigionia in India, a Bairagarh, dove rimase per quattro anni, con la nomina di Capo campo del campo n. 16, ala 2ª.
Rientrato in patria tra i primi, nell'aprile del 1945, con un contingente di anziani e malati. Tornato in Italia Gori decise di spostarsi con la famiglia da Cesena a Genova, dove passò alla Marina Mercantile. Subito dopo essere andato in congedo, dopo i lunghi anni di servizio nella Marina Militare e Mercantile, morì a Genova il 24 febbraio del 1953, ma fu sepolto nel piccolo cimitero di  Gattaia, frazione di Vicchio.

## Il ricordo
Nel 1975 il borgo natale, su iniziativa dell'Associazione Marinai d'Italia di Firenze, gli dedica un monumento, un'ancora, con dedica a tutti i marinai che hanno combattuto con coraggio e spirito di sacrificio per l'Italia. Si possono inoltre citare quali omaggi più recenti all'impresa, e in parte anche a Gori, un fumetto del 1972 sull'azione di Premuda sul Corriere dei Ragazzi, e un film del 2018 sulla vita di Luigi Rizzo, Il destino degli uomini, con la regia di Leonardo Tiberi, in cui la figura di Armando Gori è ricostruita con una certa fedeltà. Sempre nel 2018 in occasione del centenario dell'impresa i suoi discendenti hanno organizzato due esposizioni nella città di Genova: la prima era una sezione della mostra "1918: L'anno della vittoria?" alla Biblioteca Universitaria di Genova, la seconda una mostra monografica "Giovani davanti alle scelte: un eroe di cent'anni fa" alla Biblioteca Berio.